# Gotha G.I
El Gotha G.I fue un bombardero pesado usado por el Luftstreitkräfte (Servicio Aéreo Imperial Alemán) durante la Primera Guerra Mundial.

## Diseño y desarrollo
A mitad de 1914, Oskar Ursinus, fundador y editor de la revista aeronáutica alemana Flugsport, comenzó a diseñar un gran hidroavión bimotor de configuración no convencional. Mientras que la mayoría de los diseños de biplanos tenían el fuselaje unido al ala inferior, Ursinus había unido un fuselaje de morro elevado al ala superior, y las góndolas motoras gemelas estaban montadas en la inferior. El propósito de esta disposición era permitir que los motores se mantuvieran cerca para minimizar el empuje asimétrico en caso de un fallo de motor, aunque Ursinus también declaró más tarde que este diseño equilibraba el descenso del centro de presión cuando aumentaba la velocidad, y minimizaba la resistencia en el ala superior causada por las turbulencias generadas por el fuselaje.
Ursinus fue reclutado por el Ejército el 1 de agosto de 1914 y, poco después de una semana más tarde, presentó a su oficial jefe, el comandante Helmut Friedel, un diseño de hidroavión adaptado como Kampfflugzeug (avión de combate) destinado a realizar tareas de ataque al suelo. Aparte de los beneficios aerodinámicos reivindicados por Ursinus, la disposición poco ortodoxa del avión proporcionaba excelentes vistas a los tres tripulantes y amplios campos de tiro para el artillero. El diseño también cubría las especificaciones que el Idflieg había emitido en marzo del mismo año solicitando un gran avión militar del "Tipo III", y Friedel encargó la construcción de un prototipo.
Este avión fue construido por los hombres de su unidad, el Fliegerersatz Abteilung 3 (Unidad de Reserva de Aviación 3) y recibió la designación B.1092/14 del Idflieg (significando la B que era un biplano biplaza desarmado, según su sistema de designación de aeronaves), aunque fue conocido en general como FU, por "Friedel-Ursinus". Estaba propulsado por dos motores Mercedes D.I de 75 kW (100 hp) y, de acuerdo con el requerimiento del "Tipo III", estaba armado con una ametralladora de 7,92 mm en el morro, y los motores y la tripulación estaban protegidos por un blindaje de cromo-níquel de 200 kg.
El prototipo voló por primera vez el 30 de enero de 1915 y fue inspeccionado por un ingeniero del Idflieg el 20 de febrero. Su informe confirmó que el avión era conforme con la especificación, y con las reivindicaciones de Ursinus acerca del excelente campo de tiro y las ventajas del diseño en operaciones con sólo un motor. Sin embargo, también denotó que el avión era difícil de volar, careciendo de integridad estructural, dato peligroso en caso de un aterrizaje accidentado, y que estaba falto de potencia. A pesar de estas deficiencias, el FU fue enviado al frente, asignado a la unidad de reconocimiento Feld Flieger Abteilung 28 en Ujatz, Frente Ruso, a principios de 1915.
Con el diseño probado bajo condiciones de servicio, el Idflieg emitió un contrato el 1 de abril para la producción de una serie a Gothaer Waggonfabrik AG, que adquirió una licencia de Ursinus, que mantenía su patente. El ingeniero jefe de Gothaer, Hans Burkhard, simplificó y refinó el diseño, que fue conocido originalmente como Gotha-Ursinus-Heeresflugzeug (Avión del Ejército Gotha Ursinus), o GUH, más tarde conocido como Gotha G.I o Gotha-Ursinus G.I. El primer avión de producción fue completado el 27 de julio de 1915. Este avión estaba propulsado por dos motores Benz Bz.III de 110 kW (150 hp). Gothaer Waggonfabrik fabricó 18 aviones G.I en tres lotes de seis ejemplares, antes de que la producción cesase a finales del año. El lote final estaba propulsado por motores Mercedes D.III de 120 kW (160 hp) y presentaba una ametralladora defensiva extra y casi el doble de blindaje que los ejemplares anteriores.
También se construyó un único ejemplar de la versión hidroavión UWD del G.I, o Ursinus-Wasser-Doppeldecker (Biplano Acuático Ursinus), encargado por la Marina en abril de 1915, y entregado en febrero de 1916; tal y como habían sido las intenciones de Ursinus de dos años antes. Durante un vuelo de pruebas, seis hombres se subieron para hacer de lastre. Cuando salieron después de aterrizar, un oficial naval cercano comparó el avión con el Caballo de Troya (Trojanisches Pferd en alemán), y así le quedó el mote. Fue usado operacionalmente hasta el 2 de octubre, cuando fue dado de baja tras un aterrizaje duro.

## Historia operacional
Se sabe poco del historial de servicio del G.I. Los registros del Idflieg muestran sólo pequeñas cantidades en servicio en el frente en cualquier época (la mayor, cinco unidades en octubre y seis en diciembre de 1915). En esta etapa de la guerra, los aviones Tipo G estaban siendo usados en una variedad de tareas, incluyendo patrullas defensivas, reconocimiento y raramente bombardeando. Por la época en que llegó al frente, el Gotha G.I ya era un blanco fácil para los más rápidos y maniobrables cazas, y las experiencias de los pocos pilotos supervivientes eran muy desfavorables con el modelo. Manfred von Richthofen sirvió como artillero en un Gotha G.I en Ostende y en Champaña-Ardenas durante la Primera batalla de Champaña, con Georg Zeumer como piloto.
El hidroavión UWD es conocido por haber participado en un exitoso ataque aéreo sobre Dover en algún momento de 1916, bombardeando Langton Fort y la batería de Shoulder of Mutton, pero el dato exacto se desconoce.

## Variantes
FU (Friedel-Ursinus)
Único prototipo (B.1092/14).
G.I
Versión estándar de producción.
UWD (Ursinus Wasser Doppeldecker)
Variante hidroavión con flotadores gemelos (sólo uno construido), también conocido como WD.4.

## Operadores
Imperio Alemán
- Luftstreitkräfte

## Especificaciones (G.U.H. G.I)
Referencia datos: German Aircraft of the First World War y Gotha G.I.

### Características generales
- Tripulación: Tres
- Longitud: 12,1 m (39,7 ft)
- Envergadura: 20,3 m (66,6 ft)
- Altura: 3,9 m (12,8 ft)
- Superficie alar: 82 m² (882,7 ft²)
- Peso vacío: 1800 kg (3967,2 lb)
- Peso cargado: 2966 kg (6537,1 lb)
- Planta motriz: 2× motor lineal de 6 cilindros refrigerado por agua Benz Bz.III.
  - Potencia: 110 kW (152 HP; 150 CV) cada uno.
- Hélices: Bipala de paso fijo

### Rendimiento
- Velocidad máxima operativa (Vno): 130 km/h (81 MPH; 70 kt)
- Alcance: 4 h
- Techo de vuelo: 2750 m (9022 ft)
- Régimen de ascenso: 0,7 m/s (138 ft/min)
- Tiempo a altitud: 34 min para 2750 m (9022 pies)

### Armamento
- Ametralladoras: 

  - 1-2x Parabellum MG 14 de 7,92 mm

## Aeronaves relacionadas

### Desarrollos relacionados
- Gotha G.II

### Aeronaves similares
- AEG G.II
- Friedrichshafen G.I
- Caproni Ca.1 (1914)

### Secuencias de designación
- Secuencia WD._ (interna de Gotha, anterior a 1918): WD.1 - WD.2 - WD.3 - WD.4 - WD.5 - WD.7 - WD.8 →
- Secuencia G._ (bombarderos biplano bimotor armados del Idflieg, para Gotha): G.I - G.II - G.III - G.IV →